# حسگر لمس

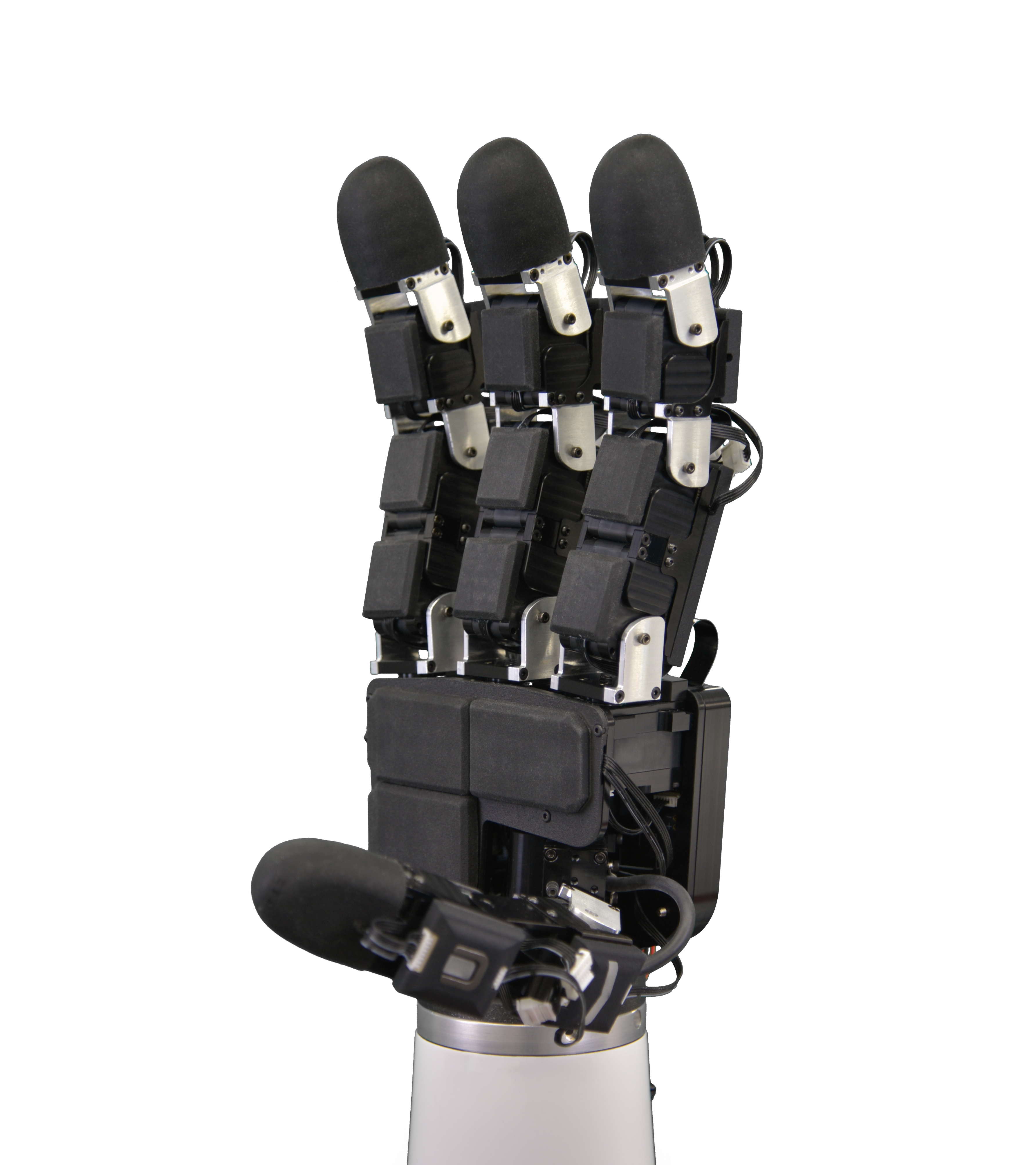
حسگر یواسکین (uSkin) طراحی توسط زیلا روبوتیکز (XELA Robotics)، یک حسگر لمسی سه محوره با چگالی بالا در بسته‌بندی نازک، نرم و بادوام، با حداقل سیم‌کشی

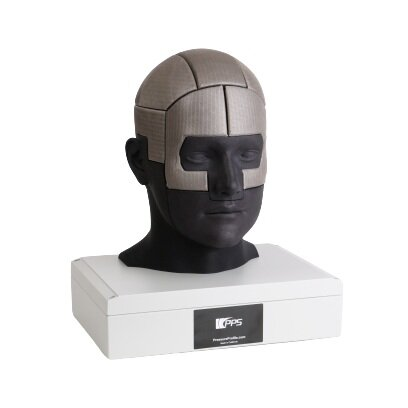
یک سیستم حسگر لمسی پی‌پی‌اس (سرلمسی) که برای تعیین کمیت توزیع فشار روی صورت و سر طراحی شده‌است؛ برای بهینه‌سازی طراحی ارگونومیک پوشش‌سر و پوشش‌چشم مفید است

سین‌تاچ بایوتک، یک حسگر لمسی چندوجهی که از نوک انگشت انسان مدل شده‌ است

حسگر لمسی (به انگلیسی: Tactile Sensor) وسیله‌ای است که اطلاعات حاصل از تعامل فیزیکی با محیط خود را اندازه‌گیری می‌کند. حسگرهای لمسی معمولاً بر اساس حس بیولوژیکی لمس پوستی مدل‌سازی می‌شوند که قادر به تشخیص محرک‌های ناشی از تحریک مکانیکی، دما و درد هستند (اگرچه حس درد در حسگرهای لمسی مصنوعی رایج نیست). حسگرهای لمسی در رباتیک، سخت‌افزار کامپیوتر و سیستم‌های امنیتی استفاده می‌شوند. یکی از کاربردهای رایج حسگرهای لمسی در دستگاه‌های صفحه لمسی در تلفن‌های همراه و محاسبات است.
حسگرهای لمسی ممکن است انواع مختلفی داشته باشند، از جمله سنسورهای‌ پیزومقاومتی، پیزوالکتریکی، نوری، خازنی و کشسان‌مقاومتی.